# Меркушкина, Марина Юрьевна
Марина Юрьевна Меркушкина (до замужества — Диброва) (род. 30 августа 1993 года, Прохладный) — российская волейболистка, доигровщица.

## Биография
Родилась 30 августа 1993 года в Прохладном. В 2010 году окончила местную среднюю школу № 42. В 2015 году окончила факультет теории и методики физической культуры, психологии и педагогики Воронежского государственного института физической культуры.
Мастер спорта России. Выступала за команды «Воронеж» (2010—2012), «Заречье-Одинцово» (2013—2017), «Сахалин» (2017—2019). Сезон 2019/2020 пропустила из-за травмы. В 2020—2021 годах выступала за турецкий клуб «Бююкчекмедже». В 2021—2022 годах играла за «ЮЗГУ-Атом». С 2022 года выступает за «Муром».
В 2022 году вышла замуж.

## Достижения

### С клубами
- Обладательница Кубка Вызова ЕКВ 2014